# 朴宪永
朴宪永（1900年5月1日—1956年12月5日），字德永（덕영），號而丁（이정）、而春（이춘），異名金成三（김성삼）。朝鲜的抗日獨立運動家、革命家、政治人物及共产主义者。朝鮮半島南部出生的朝鲜劳动党元老。

## 早年
生於朝鮮忠清南道禮山郡，為朴鉉柱的庶子。本貫寧海朴氏，系新羅的政丞朴堤上的56代孫。
1916年，京城高等普通学校進学，1920年卒業，他在1919年参加了朝鲜“三一运动”，后來為了逃避日本警察的追捕而流亡中国上海。

## 从政
1925年朴宪永是19名朝鲜共产党第一次代表大会的代表之一，也是唯一一位有明确证据在朝鲜民主主义人民共和國中担任公职的代表。
1945年朝鲜光复后，他参加了朝鲜共产党的重组工作，任朝鲜共产党中央委员会责任书记。1946年，组建了南朝鲜劳动党。1949年6月，南朝鲜劳动党与北朝鲜劳动党合并成立朝鲜劳动党後，朴担任中央委员会副委员长等党内要职，并担任内阁副首相和外务相等职务。

## 处决
1950年朝鲜战争爆发、美军仁川登陆后，朴宪永被金日成指责负有朝鲜半岛统一失败的责任，于1953年8月被解除职务，并与李承烨等13名原南朝鲜劳动党领导人一道被指责为美国间谍和颠覆分子接受审判。1956年12月5日被处决。

## 朝鲜官方对其评价
在朝鲜，朴宪永依旧被视为情节严重的反革命分子。2013年12月金正恩清洗张成泽集团时，朝鲜中央电视台曾发表邪恶的张成泽集团应像朴李集团一样受到审判被钉在历史的耻辱柱上。

## 外部連結
- http://www.hani.co.kr/arti/opinion/column/59757.html （页面存档备份，存于）